# Madárdomb
Madárdomb est un quartier situé dans le 17e arrondissement de Budapest. 